# Іхоярві
Іхоярві (Іхо-ярві; фін. Ihojärvi) — озеро на території Куркійського сільського поселення Лахденпохського району Республіки Карелії.

## Загальні відомості
Площа озера — 0,6 км. Розташовується на висоті 102 м над рівнем моря.
Форма прямокутна озера. Трохи витягнуто із північного заходу на південний схід. Береги переважно піднесені, скелясті.
Із заходу в озеро впадає річка Іхойокі. З південного боку озера витікає річка Тервуньйокі, що впадає в озеро Ладозьке озеро.
По центру озера розташований один відносно великий (за масштабами водоймища) острів без назви.
Із заходу від озера розташовується селище Іхоярвенкюля, від якого до озера підходить просілкова дорога. Назва озера перекладається з фінської мови як «шкіряне озеро».
Код об'єкта в державному водному реєстрі — 01040300211102000012974.

## додаткова література
- Prof. Dr. Fr. Körnicke. Bulletin de la Societe Imperiale des Naturalistes de Moscou. — 1862. — С. 195.
- Suomen kansan vanhat runot. — Suomalaisen Kirjallisuuden Seura, 1945. — Т. 13. — С. 610, 651, 656.
- Årsbok. — Finska mosskulturföreningen, 1899. — С. 17, 18.